# Bădărăi
Bădărăi – wieś w Rumunii, w okręgu Botoszany, w gminie Santa Mare. W 2011 roku liczyła 135 mieszkańców.